# As It Was
"As It Was" é uma canção do cantor britânico Harry Styles, gravada para seu terceiro álbum de estúdio, Harry's House (2022). Styles escreveu a canção com os produtores Thomas Hull e Tyler Johnson. Foi lançada através da Columbia e Erskine Records em 31 de março de 2022, como primeiro single de Harry's House.
"As It Was" foi amplamente aclamada pela crítica musical e alcançou o topo da UK Singles Chart, tornando-se o segundo single número um de Styles depois de "Sign of the Times" em abril de 2017. "As It Was" passou dez semanas no topo da UK Singles Chart, tornando-se o número um mais longo e o single mais vendido de 2022 no seu país natal. Também se tornou o seu segundo single número um nos Estados Unidos; a canção passou 15 semanas no topo da Billboard Hot 100, tornando-se o número um mais longo por um artista britânico e o quarto número um mais longo da história da parada.
"As It Was" foi um enorme sucesso em todo o mundo, atingindo o topo das paradas em 45 países, incluindo Austrália, Áustria, Bélgica, Canadá, Croácia, Dinamarca, França, Alemanha, Grécia, Irlanda, Lituânia, Países Baixos, Nova Zelândia, Singapura e Suécia.

## Antecedentes
Harry Styles anunciou o título de seu terceiro álbum de estúdio como Harry's House em 23 de março de 2022, revelando sua capa, um trailer de 40 segundos e a data de lançamento do álbum para 20 de maio de 2022. Cinco dias depois, ele anunciou o título de seu primeiro single como "As It Was", juntamente com fotos dele em uma "roupa vermelha de lantejoulas e sem mangas" e sua data de lançamento para 1 de abril de 2022. Simultaneamente, cartazes com a palavra "Não é o mesmo que era" e uma foto de Styles sentado em uma grande bola apareceram em várias cidades. Ele divulgou um teaser do vídeo musical em 30 de março, que incluiu uma "batida de bateria energética" e um "riff de guitarra elétrica ensolarada", e o retratou em um macacão vermelho girando em círculos em cima de uma plataforma giratória motorizada.

## Composição
"As It Was" começa com a afilhada de Styles dizendo: "Vamos Harry, queremos dizer boa noite para você". Os críticos de música descreveram a canção como uma faixa de synth-pop impulsionada pela guitarra, uma mudança notável dos sons voltados para o rock de Styles. Chris Willman, da Variety, observou que ele se inspira muito no Depeche Mode e no A-ha, ao mesmo tempo em que sugeriu que ele adotou um estilo semelhante ao single "Blinding Lights" de The Weeknd de 2019. Liricamente, "As It Was" está enraizado em transições pessoais e retrata um sentimento de perda e solidão.

## Análise da crítica
"As It Was" recebeu elogios da crítica. Beau Beaumont-Thomas, do The Guardian, deu a canção cinco de cinco estrelas e a chamou de "uma das melhores". Em sua crítica para a Rolling Stone, Rob Sheffield considerou a canção como uma das mais "emocionalmente poderosas" de Styles, chamando-a de "mudança ousada" e um "grito direto do coração e também um desafio irresistível na pista de dança". Sahar Ghadirian, da revista Clash, considerou-o uma "potência" e Styles "no seu estado mais vulnerável". Thania Garcia, da revista Variety, descreveu a canção como sendo "inspirada no new wave". Enquanto isso, o crítico do Evening Standard, Jochan Embley, achou a faixa inferior aos singles anteriores do cantor "Watermelon Sugar" e "Adore You", mas escreveu que Styles e seus colaboradores "ainda sabem como fazer uma canção instantaneamente agradável". Olivia Horn, da Pitchfork, ficou menos impressionada e lamentou que a canção "acabe sem nenhuma recompensa real", citando a tortuosidade das letras como "uma falha frequente na composição de Styles".

## Vídeo musical
O vídeo musical de "As It Was" foi lançado junto com a canção. No vídeo, Styles se junta à dançarina Mathilde Lin em uma plataforma giratória e realiza coreografia no Barbican para liberar emoções negativas. Foi dirigido por Tanu Muino e filmado em Londres: além do Barbican Centre, também foi filmado no Lindley Hall, perto do Palácio de Westminster, e na piscina de pinguins no Zoológico de Londres. Muino afirmou que dirigir para Styles era "um sonho de lista de desejos tornado realidade", mas, no segundo dia de gravação, o país natal de Muino, a Ucrânia, foi invadida pela Rússia, tornando o processo uma experiência "amarga"; no entanto, Muino e sua equipe da Ucrânia "derramaram tanto amor neste vídeo e você pode vê na tela. Será um videoclipe que nunca esquecerei e agora posso me aposentar feliz".

## Apresentações ao vivo
Styles apresentou "As It Was" pela primeira vez no Coachella Valley Music and Arts Festival em 15 de abril de 2022. Em 22 de abril de 2022, ele retornou ao Coachella e cantou novamente a canção. Em 19 de maio de 2022, Styles apresentou a canção no Today. Em 20 de maio de 2022, Styles apresentou a canção como parte da One Night Only na UBS Arena em Nova Iorque para comemorar o lançamento de Harry's House. Também como parte da One Night Only, ele apresentou a canção no O2 Academy Brixton em Londres em 24 de maio de 2022. No mesmo dia, ele cantou a canção no BBC Radio’s Live Lounge. Em 29 de maio de 2022, ele cantou a canção no Radio 1's Big Weekend. Em 12 de junho de 2022, ele cantou a canção no Capital's Summertime Ball.
Styles incluiu "As It Was" na setlist de sua Love On Tour de 2022.

## Prêmios e indicações
| Ano  | Prêmio                          | Categoria                                  | Resultado | Ref.   |
| ---- | ------------------------------- | ------------------------------------------ | --------- | ------ |
| 2022 | MTV Millennial Awards           | Hit Global do Ano                          | Indicado  | [ 31 ] |
| 2022 | MTV Millennial Awards Brasil    | Hit Global                                 | Indicado  | [ 32 ] |
| 2022 | MTV Video Music Awards          | Vídeo do Ano                               | Indicado  | [ 33 ] |
| 2022 | MTV Video Music Awards          | Melhor Vídeo de Pop                        | Venceu    | [ 33 ] |
| 2022 | MTV Video Music Awards          | Melhor Direção                             | Indicado  | [ 33 ] |
| 2022 | MTV Video Music Awards          | Melhor Cinematografia                      | Venceu    | [ 33 ] |
| 2022 | MTV Video Music Awards          | Melhor Coreografia                         | Indicado  | [ 33 ] |
| 2022 | MTV Video Music Awards Japan    | Melhor Vídeo Internacional de Artista Solo | Venceu    | [ 34 ] |
| 2022 | UK Music Video Awards           | Melhor Vídeo de Pop – Reino Unido          | Venceu    | [ 35 ] |
| 2022 | Danish Music Awards             | Hit Internacional do Ano                   | Indicado  | [ 36 ] |
| 2022 | LOS40 Music Awards              | Melhor Canção Internacional                | Indicado  | [ 37 ] |
| 2022 | LOS40 Music Awards              | Melhor Vídeo Internacional                 | Indicado  | [ 37 ] |
| 2022 | MTV Europe Music Awards         | Melhor Canção                              | Indicado  | [ 38 ] |
| 2022 | MTV Europe Music Awards         | Melhor Vídeo                               | Indicado  | [ 38 ] |
| 2022 | NRJ Music Awards                | Canção Internacional do Ano                | Venceu    | [ 39 ] |
| 2022 | NRJ Music Awards                | Clipe Internacional do Ano                 | Venceu    | [ 39 ] |
| 2022 | American Music Awards           | Vídeo Musical Favorito                     | Indicado  | [ 40 ] |
| 2022 | American Music Awards           | Canção de Pop Favorita                     | Venceu    | [ 40 ] |
| 2022 | Premios Musa                    | Canção Anglo Internacional                 | Venceu    | [ 41 ] |
| 2022 | People's Choice Awards          | Canção de 2022                             | Indicado  | [ 42 ] |
| 2022 | People's Choice Awards          | Clipe de 2022                              | Indicado  | [ 42 ] |
| 2022 | Capricho Awards                 | Hit Internacional do Ano                   | Indicado  | [ 43 ] |
| 2023 | iHeartRadio Titanium Awards     | Prêmio Titânio                             | Venceu    | [ 44 ] |
| 2023 | Emma Awards                     | Canção Estrangeira Mais Transmitida do Ano | Venceu    | [ 45 ] |
| 2023 | Grammy Awards                   | Gravação do Ano                            | Indicado  | [ 46 ] |
| 2023 | Grammy Awards                   | Canção do Ano                              | Indicado  | [ 46 ] |
| 2023 | Grammy Awards                   | Melhor Performance Solo de Pop             | Indicado  | [ 46 ] |
| 2023 | Grammy Awards                   | Melhor Vídeo Musical                       | Indicado  | [ 46 ] |
| 2023 | Brit Awards                     | Canção do Ano                              | Venceu    | [ 47 ] |
| 2023 | Gaffa Awards                    | Hit Internacional do Ano                   | Venceu    | [ 48 ] |
| 2023 | Nickelodeon Kids' Choice Awards | Canção Favorita                            | Venceu    | [ 49 ] |
| 2023 | iHeartRadio Music Awards        | Canção do Ano                              | Indicado  | [ 50 ] |
| 2023 | iHeartRadio Music Awards        | Melhor Vídeo Musical                       | Indicado  | [ 50 ] |
| 2023 | iHeartRadio Music Awards        | Bop do TikTok do Ano                       | Indicado  | [ 50 ] |
| 2023 | Global Awards                   | Melhor Canção                              | Venceu    | [ 51 ] |
| 2023 | APRA Music Awards               | Trabalho Internacional Mais Executado      | Venceu    | [ 52 ] |

## Desempenho nas paradas musicais
| Parada (2022)                                     | Melhor posição |
| ------------------------------------------------- | -------------- |
| África do Sul (RISA)                              | 2              |
| Alemanha (Offizielle Deutsche Charts)             | 1              |
| Argentina (Argentina Hot 100)                     | 2              |
| Austrália (ARIA)                                  | 1              |
| Áustria (Ö3 Austria Top 75)                       | 1              |
| Bélgica (Ultratop 50 da Valônia)                  | 1              |
| Bélgica (Ultratop 50 de Flandres)                 | 1              |
| Bolívia (Billboard)                               | 2              |
| Brasil (Top 100 Brasil)                           | 63             |
| Brasil (Billboard)                                | 13             |
| Canadá (Canadian Hot 100)                         | 1              |
| Canadá (Billboard AC)                             | 1              |
| Canadá (Billboard CHR/Top 40)                     | 1              |
| Canadá (Billboard Hot AC)                         | 1              |
| Chile (Billboard)                                 | 13             |
| Colômbia (Billboard)                              | 13             |
| Coreia do Sul (Circle)                            | 113            |
| Croácia (Billboard)                               | 3              |
| Croácia (HRT)                                     | 1              |
| Dinamarca (Hitlisten)                             | 1              |
| Equador (Billboard)                               | 9              |
| Eslováquia (Rádio – Top 100)                      | 2              |
| Eslováquia (Singles Digitál Top 100)              | 1              |
| Espanha (PROMUSICAE)                              | 10             |
| Estados Unidos (Billboard Hot 100)                | 1              |
| Estados Unidos (Billboard Adult Contemporary)     | 4              |
| Estados Unidos (Billboard Adult Top 40)           | 1              |
| Estados Unidos (Billboard Dance/Mix Show Airplay) | 1              |
| Estados Unidos (Billboard Mainstream Top 40)      | 1              |
| Estados Unidos (Billboard Rhythmic)               | 35             |
| Estados Unidos (Billboard Rock Airplay)           | 34             |
| Filipinas (Billboard)                             | 4              |
| Finlândia (Suomen virallinen lista)               | 2              |
| França (SNEP)                                     | 1              |
| Grécia (IFPI)                                     | 1              |
| Hong Kong (Billboard)                             | 19             |
| Hungria (Rádiós Top 40)                           | 26             |
| Hungria (Single Top 40)                           | 8              |
| Hungria (Stream Top 40)                           | 1              |
| Índia (IMI)                                       | 1              |
| Indonésia (Billboard)                             | 3              |
| Irlanda (IRMA)                                    | 1              |
| Islândia (Plötutíðindi)                           | 1              |
| Israel (Media Forest)                             | 1              |
| Itália (FIMI)                                     | 3              |
| Japão (Billboard Japan Hot Overseas)              | 2              |
| Líbano (OLT20)                                    | 1              |
| Lituânia (AGATA)                                  | 1              |
| Luxemburgo (Billboard)                            | 1              |
| Malásia (RIM)                                     | 1              |
| México (Billboard Mexico Airplay)                 | 1              |
| México (Billboard)                                | 1              |
| Mundo (Billboard Global 200)                      | 1              |
| Noruega (VG-lista)                                | 2              |
| Nova Zelândia (Recorded Music NZ)                 | 1              |
| Países Baixos (Dutch Top 40)                      | 1              |
| Países Baixos (Single Top 100)                    | 1              |
| Peru (Billboard)                                  | 2              |
| Polónia (Polish Airplay Top 100)                  | 1              |
| Portugal (AFP)                                    | 1              |
| Portugal (Billboard)                              | 1              |
| Romênia (Billboard)                               | 4              |
| Roménia (Romania Radio Airplay)                   | 1              |
| Reino Unido (UK Singles Chart)                    | 1              |
| República Checa (Rádio – Top 100)                 | 1              |
| República Checa (Singles Digitál Top 100)         | 2              |
| República Dominicana (SODINPRO)                   | 9              |
| Rússia (Tophit Airplay)                           | 2              |
| Singapura (RIAS)                                  | 1              |
| Suécia (Sverigetopplistan)                        | 1              |
| Suíça (Schweizer Hitparade)                       | 1              |
| Turquia (Billboard)                               | 23             |
| Ucrânia (Tophit Airplay)                          | 20             |
| Vietnã (Vietnam Hot 100)                          | 10             |

| Parada (2022)           | Melhor posição |
| ----------------------- | -------------- |
| Coreia do Sul (Gaon)    | 123            |
| Rússia (TopHit Airplay) | 6              |

## Certificações
| Região | Certificação | Vendas     |
| --- | ------------ | ---------- |
| Alemanha (BVMI) | Ouro         | 200.000‡   |
| Austrália (ARIA) | 3× Platina   | 210.000‡   |
| Áustria (IFPI Áustria)                                                                                               | Platina      | 30.000‡    |
| Dinamarca (IFPI Dinamarca)                                                                                           | Platina      | 90.000‡    |
| Espanha (PROMUSICAE)                                                                                                 | 2× Platina   | 120.000‡   |
| Estados Unidos (RIAA)                                                                                                | 2× Platina   | 2.000.000‡ |
| França (SNEP) | Diamante     | 300.000‡   |
| Itália (FIMI) | 2× Platina   | 200.000‡   |
| México (AMPROFON) | 2× Platina   | 280.000‡   |
| Nova Zelândia (RMNZ)                                                                                                 | Platina      | 30.000‡    |
| Portugal (AFP) | Platina      | 10.000‡    |
| Reino Unido (BPI) | 2× Platina   | 1.200.000‡ |
| Suíça (IFPI Schweiz)                                                                                                 | 2× Platina   | 40.000‡    |
| Streaming |              |            |
| Grécia (IFPI Grécia)                                                                                                 | Platina      | 2,000,000† |
| ‡ vendas+valores de streaming baseados apenas na certificação † números de streaming baseados apenas na certificação |              |            |

## Histórico de lançamento
| Região         | Data                | Formato(s)                 | Gravadora(s)     | Ref.    |
| -------------- | ------------------- | -------------------------- | ---------------- | ------- |
| Mundo          | 1 de abril de 2022  | Download digital streaming | Columbia Erskine | [ 142 ] |
| Itália         | 1 de abril de 2022  | Radio airplay              | Sony             | [ 143 ] |
| Estados Unidos | 4 de abril de 2022  | Rádios hot AC              | Columbia         | [ 144 ] |
| Estados Unidos | 5 de abril de 2022  | Rádios pop                 | Columbia         | [ 145 ] |
| Reino Unido    | 15 de abril de 2022 | CD single                  | Columbia Erskine | [ 146 ] |